# دیوید پورسی
دیوید پورسی (انگلیسی: David Purcey؛ زادهٔ ۲۲ آوریل ۱۹۸۲) یک بازیکن بیس‌بال اهل ایالات متحده آمریکا است.